# Roma Æterna
Roma Æterna (titre original : Roma Eterna) est un roman uchronique de Robert Silverberg paru en 2003 puis traduit en français et publié aux éditions Robert Laffont en 2004.

## Synopsis
L'histoire alternative évoque deux mille ans d'un Empire romain qui ne s'est pas désagrégé dans un monde où les religions monothéistes ne se sont pas développées et où le continent américain fut découvert par les Vikings.

## Principauxpoints de divergence
- L'exode de Moïse n'a pas eu lieu ; les juifs n'ont pu s'échapper d'Égypte.
- Jésus de Nazareth n'a pas existé.
- Mahomet a été tué avant le début de son prêche public.
- Des Vikings découvrent l'Amérique et reviennent en Europe pour le dire.

## Commentaire général
D'un chapitre à l'autre, l'Empire romain traverse les époques, jusqu'à l'ère contemporaine, dans une histoire alternative où il ne fut pas détruit au Ve siècle. Il domine malgré les assauts de ses rivaux, les faiblesses de ses chefs et les tensions internes (coups d'État, schismes, jeux de coulisses, etc.). Il continue à asseoir sa puissance et à étendre ses frontières (traversant les océans).
Tout au long du récit, l'auteur nous montre la grandeur, le faste, la démesure. Il nous montre aussi la complaisance et la superficialité. Il y a là matière à plusieurs réflexions. Le point de vue est celui des empereurs, de l'élite.
Ce récit constitue une uchronie atypique pour plusieurs raisons :
- La plupart des uchronies se contentent d'une seule époque pour cadre du récit. Roma Aeterna est en fait une série de récits qui se placent sur plus de mille ans.
- Cette uchronie n'a pas un seul point de divergence, mais au moins cinq :
  - le premier est l'échec de l'Exode conduit par Moïse.
  - le second est la succession de Caracalla par Titus Gallius dans Roma Æterna, alors que c'est Macrin qui lui succède dans notre histoire.
  - le troisième est la mort de Théodose Ier , en 415 dans Roma Æterna, et vingt ans plus tôt dans notre histoire. On s'explique d'ailleurs mal pourquoi Théodose, ayant un seul petit-fils héritier, aurait divisé l'empire entre ce dernier et un général.
  - le quatrième est la disparition de Mahomet avant le début de son prêche public.
  - le cinquième est l'exploration par deux vikings du continent au sud de Vinland, et reviennent pour le dire au monde.

## Résumés des nouvelles
Les titres des nouvelles sont marqués d'années AUC du calendrier romain.

### 1203 AUC: Prologue
- Résumé : C'est une discussion entre deux historiens qui éclaire le lecteur sur les événements historiques qui déclenchèrent la divergence entre leur histoire et la nôtre. De plus, on ne perçoit pas la crainte due à l'invasion des Huns, alors que dans notre histoire, le combat décisif aura lieu l'année suivante.

### 1282 AUC: Avec César dans les Bas-Fonds
- Résumé : Cette nouvelle décrit Rome au moment où Maximilianus III le grand, succède à son père, raconté par son ami Faustus Flavius Constantinus César, descendant de Constantin Ier.

### 1365 AUC: Un héraut de l'Empire
- Résumé : Cette nouvelle raconte les voyages d'un noble romain, Léontius Corbulo, exilé par l'empereur dans l'Arabie Déserte, à la Mecque. Corbulo cherche une action d'éclat qui lui permettrait de mettre fin à son exil. Il fait la connaissance de Mahmud, un marchand qui cherche à restaurer les mœurs de la Mecque, et comprenant le danger qu'il représente pour l'empire, le fait tuer.

### 1861 AUC: La deuxième vague
- Résumé : Quelques années plus tôt, Haraldus, un navigateur nordique avait découvert le Mexique et avait convaincu l'empereur Saturninus de le conquérir. L'expédition n'avait pas donné de nouvelle, et une seconde est envoyée, dont fait partie Titus Livius Drusus.

### 1951 AUC: En attendant la fin
- Résumé : Près d'un siècle s'est écoulé, au cours duquel les Romains se sont épuisés à tenter la conquête du Mexique. Puis un incident diplomatique mineur a déclenché une guerre entre les deux empires romains, d'Occident et d'Orient, que Rome est en train de perdre.

### 2206 AUC: Un avant-poste du royaume
- Résumé : C'est l'histoire d'Eudoxia Phocas, noble grecque vivant à Veneia pendant le début de l'occupation de Rome, qui vient de remporter la guerre civile entre les deux empires d'Occident et d'Orient.

### 2543 AUC: Se familiariser avec le dragon
- Résumé : Le récit de Tiberius Ulpius Draco, un proche du futur empereur Démétrius II, qui fit des recherches sur son ancêtre Trajan VII Draco, l'empereur qui décida de faire le tour du Monde.

### 2568 AUC: Le règne de la Terreur
- Résumé : Les dépenses somptuaires et irraisonnées de l'empereur Démétrius II menacent les finances de l'empire et le peuple commence à se révolter, mais les deux consuls ont décidé de redresser la situation, quitte à faire exécuter les fonctionnaires corrompus et à destituer et assassiner l'empereur.

### 2603 AUC: Via Roma
- Résumé : Le voyage de Cymbeli Vetruvius Scapulanus, un jeune noble britannique, à Rome au moment de la révolution qui renversa l'Empire et proclama la Seconde République.

### 2650 AUC: Une fable des bois véniens
- Résumé : Deux enfants de Haute Pannonie découvrent dans un pavillon de chasse en ruine le frère du dernier empereur. L'un de ces enfants, racontant son histoire à la fin de sa vie, se pose la question de ce que serait le monde si l'Empire romain n'avait pas existé.

### 2723 AUC: Vers la Terre promise
- Résumé : Les Hébreux, encore en Égypte, veulent faire leur Exode considérant que leur Terre Promise se trouve sur une autre planète. Une secte juive marginale se lance alors dans la conquête de l'espace malgré l'absence évidente de moyens. La mort de leur "messie" dans un accident de fusée ne met cependant pas fin à l'ambition affichée.
- Remarque : cette nouvelle peut être rapprochée de la nouvelle Le Dibbouk de Mazel Tov IV, récit inclus dans le recueil Les Jeux du Capricorne et écrit par Silverberg.

## Chronologie
Les nouvelles sont indiquées en italique.
| AUC     | apr. J.-C. | Événements de Roma Æterna | Événements de notre histoire |
|         |            | au XIIe siècle av. J.-C., l'Exode n'a pas eu lieu. | |
|         |            | au Ier siècle, le Christ n'existe pas. | |
| 970     | 217        | à l'empereur Caracalla succède Titus Gallius, qui freine l'expansion des cultes orientaux dans l'Empire romain. | à l'empereur Caracalla succède Macrin, mais la situation dégénéra en Anarchie militaire.                                                                              |
| 994     | 241        | mort de Titus Gallius. Lui succèdent son neveu Gaius Martius, puis Marcus Anastasius. | l'empereur est Gordien III, durant l'Anarchie militaire. |
| 1037    | 284        | Dioclétien succède à Marcus Anastasius. | Dioclétien prend le pouvoir et met fin à l'anarchie. |
| 1056    | 306        | après la Tétrarchie, Constantin Ier devient empereur. | après la Tétrarchie, Constantin Ier devient empereur. |
| 1148    | 395        | | mort de Théodose Ier ; l'empire est partagé entre ses fils encore enfants : Honorius, en Occident et Arcadius, en Orient.                                             |
| 1168    | 415        | mort de Théodose Ier ; l'empire est partagé entre son petit-fils Théodose II qui reçoit l'Orient, et Maximilianus Ier qui reçoit l'Occident. | |
| 1203    | 450        | 1203 AUC : Prologue | |
| 1204    | 451        | Maximilianus Ier et Théodose II défont Attila et les Huns. | Le romain Aetius, aidé des royaumes barbares, défait Attila et les Huns.                                                                                              |
| v.1208  | v.455      | mort de Maximilianus Ier ; son fils Héraclius Ier lui succède | mort de Valentinien III |
| 1229    | 476        | | Romulus Augustule est déposé. C'est la fin de l'Empire romain |
| v.1239  | v.486      | Maximilianus II succède à son père Héraclius Ier | L'Empire romain est partagé entre les royaumes barbares (Francs, Wisigoths, Hérules, Anglo-Saxons...). En Italie, Odoacre commence à être menacé par les Ostrogoths.  |
| 1282    | 529        | 1282 AUC : Avec César dans les Bas-Fonds en Orient règne l'empereur Justinien Ier en Occident, Maximilianus III le Grand succède à son père Maximilianus II. Il épouse la sœur de Justinien Ier. | À Constantinople, Justinien Ier succède à son oncle Justin Ier en 527. Durant son règne, il va reconquérir une partie de l'empire d'Occident.                         |
| 1324    | 571        | Héraclius II, empereur d'Occident et fils de Maximilianus III le Grand, aide l'empereur d'Orient Justin II à combattre les Perses. | Justin II est vaincu par les Perses. |
| 1365    | 612        | 1365 AUC : Un héraut de l'Empire Julianus III règne en Occident et Mauricius Tibérius en Orient Mahmud est tué sur l'ordre d'un fonctionnaire romain qui a deviné en lui un danger pour l'Empire. | l'empereur est Héraclius Ier, Maurice Ier ayant été assassiné en 602. À la Mecque, Mahomet commence à précher pour une nouvelle religion, qui deviendra l'Islam.      |
|         |            | La dynastie des Botaniates règne en Orient pendant trois siècles. | les dynasties Isaurienne, Amorienne et Macédonienne se succèdent en Orient.                                                                                           |
| v. 1850 | v. 1097    | Deux nordiques partis du Vinland, Haraldus et Olaus, découvrent le Mexique. Haraldus revient en Europe chercher l'aide de l'empereur, tandis qu'Olaus se taille un royaume chez les Mayas. | L'Europe occidentale s'engage dans les Croisades. L'empereur byzantin est Alexis Ier Comnène, de 1080 à 1118.                                                         |
| 1856    | 1103       | L'empereur Saturninus, sur les indications d'Haraldus, envoie une première expédition de conquête du Mexique, qui échoue. | |
| 1861    | 1108       | 1861 AUC : La deuxième vague Une seconde expédition de conquête du Mexique est repoussée par Olaus. | |
|         |            | plusieurs expéditions contre le Mexique se soldent par des échecs. Les empereurs Trajan VI, Julianus IV, Philippus V, Maximilianus V et Maximilianus VI se succèdent en Occident. En Orient, ce sont les empereurs Leo IX, Constantinus XI et Andronikus Un incident diplomatique dû à l'empereur Julianus IV cause la guerre entre les empires d'Orient et d'Occident.            | Les Comnènes règnent à Byzance. En Terre Sainte, les Croisés défendent le royaume de Jérusalem, mais Saladin reprend la ville et une bonne partie du royaume en 1187. |
| 1951    | 1198       | 1951 AUC : En attendant la fin Maximilianus VI règne en Occident, et Andronikus Maniakes en Orient. La guerre entre les deux empires touche à sa fin, sur la victoire de l'Orient. Maximilianus abdique et Andronikus nomme son frère Romanos empereur d'Occident. Mais Germanicus Antoninus César, frère de Maximilianus, se proclame empereur et prend la tête de la résistance. | |
| 1957    | 1204       | | Les croisés prennent Constantinople et fondent l'Empire latin de Constantinople pour six décennies.                                                                   |
|         |            | La résistance de Germanicus Antoninus César sera vaincue, car la domination de l'Orient sur l'Occident dure deux siècles L'Orient crée un avant-poste à Venetia. | Les États croisés sont définitivement perdus en 1291, et l'Empire Byzantin recule devant l'avancée des Ottomans et de l'Islam.                                        |
| 2193    | 1440       | Flavius Romulus, un hispanique de Tarraco se révolte, parvient à soulever la Bretagne, la Gaule, renverse l'empereur grec d'Occident Nicephoros Cantacuzenos, puis mène la guerre contre l'empire d'Orient. | |
| 2196    | 1443       | Flavius Romulus, empereur d'Occident et Leo XI, basileus d'Orient signent un traité de paix, reconnaissant la victoire de Rome et réunifiant l'Empire. | Bataille de Varna (1444), remporté par le sultan Murad II sur des Croisés venus défendre l'empire Byzantin.                                                           |
| 2203    | 1450       | Invention de l'imprimerie | Invention de l'imprimerie par Gutenberg. |
| 2206    | 1453       | 2206 AUC : Un avant-poste du royaume | Mehmed II, sultan ottoman, conquiert Constantinople et met fin à l'Empire d'Orient.                                                                                   |
| 2238    | 1485       | mort de Flavius Romulus. Gallius Julius Flavilius lui succède | |
| 2253    | 1500       | mort de Gallius Julius Flavilius. Trajan VII Draco lui succède | |
| 2278    | 1525       | Trajan VII Draco entreprend le tour du monde | 6 ans auparavant, en 1519, Magellan avait entreprit son tour du monde.                                                                                                |
| 2315    | 1562       | mort de Trajan VII Draco. Il semble que son successeur fut Demetrius Ier de Vendomina | |
|         |            | À Démétrius Ier succèdent une série d'empereurs excentriques, Valens Aquila, Marius Antonius et Ludovicus. La langue latine perd du terrain, remplacée par les langues régionales, l'hispanique, le gallien, le brittonique, le romain, le germanique… | En Europe, c'est le siècle des Lumières. |
| 2543    | 1790       | 2543 AUC : Se familiariser avec le dragon Mort de l'empereur Ludovicus. Lui succède Démétrius II, un empereur fou aux dépenses somptuaires et déraisonnables. | La Révolution française vient d'éclater, du fait d'une situation financière désastreuse dans le royaume de France.                                                    |
| 2563    | 1810       | Première guerre de Réunification : les provinces d'Espagne, de Lusitanie et de Gaule font sécession, mais le consul Valerian Appolinarius parvient à les reconquérir. | |
| 2568    | 1815       | 2568 AUC : Le règne de la Terreur Les dépenses ont mené l'empire au bord de la ruine. Des révoltes menacent d'éclater. Les deux consuls, Valerian Appolinarius et Larcius Torcatus, prennent la situation en main et écartent l'empereur. Les fonctionnaires et sénateurs corrompus sont exécutés. À l'issue de cette période, Laurelus Cesar devient empereur.                    | Fin du règne de Napoléon Ier |
| 2583    | 1830       | Seconde guerre de Réunification, remportée par le général romain Cassius Lucius Frontinus. | |
| v.2597  | v.1844     | Mort de Laurelus Augustus. Son petit-fils Maxentius Augustus lui succède. | |
| 2603    | 1850       | 2603 AUC : Via Roma Une révolution éclate, l'empereur Maxentius et sa famille sont tués La Seconde République est proclamée. Gaius Junius Scævola est proclamé Premier Consul à vie. | Deux ans plus tôt, une série de révolutions avait secoué l'Europe. |
| 2647    | 1894       | Mort de C. Junius Scævola. N. Marcellus Turritus devient Premier Consul. | |
| 2650    | 1897       | 2650 AUC : Une fable des bois véniens | |
| 2723    | 1970       | 2723 AUC : Vers la Terre promise | 1969 Premiers pas sur la Lune. |